# Alur Cantik
Alur Cantik is een bestuurslaag in het regentschap Aceh Tamiang van de provincie Atjeh, Indonesië. Alur Cantik telt 261 inwoners (volkstelling 2010).